# Sphynx

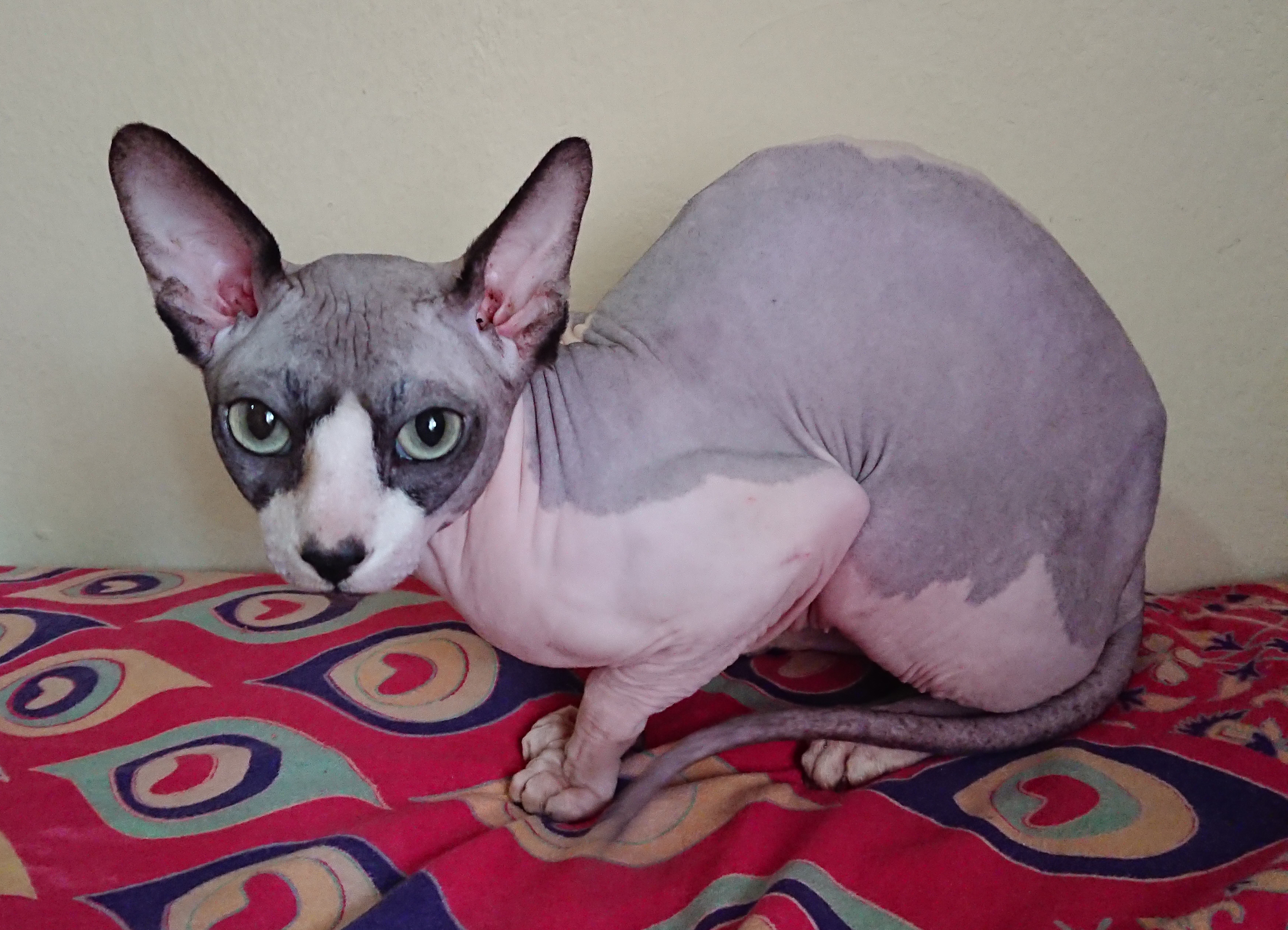
Gat esfinx

El sphynx o gat esfinx és una raça de gatque es caracteritza per l'absència de pèl, resultant d'una mutació genètica, manifestada per primer cop al Canadà el 1966. L'origen de l'esfinx és poc conegut, però la semblança morfològica fa pensar que és el resultat d'una mutació que va aparèixer en un Devon rex. Les dues races són molt similars, però tanmateix, només es coneixen com a esfinx els resultats dels encreuaments entre esfinxs. Les unions entre l'esfinx i el Devon rex, efectuades sobretot als Estats Units, produeixen el que s'anomenen "variants".
Encara que els exemplars de la raça semblen ser gats sense pèl, cal destacar que veritablement no són gats pelats, sinó que presenten la pell coberta d'una capa de pèl molt fi i curt, gairebé imperceptible a la vista o al tacte.
El gat esfinx va ser la primera raça sense pèl o sense pèl aparent reconeguda per les associacions felines que porten un registre genealògic dels felins de raça.
Avui dia, el gat esfinx comparteix juntament amb el Peterbald i amb el Don sphynx l'exclusivitat de ser una de les tres úniques races pelades o sense pèl.
El gen responsable de la modificació en el pelatge de l'esfinx és recessiu i té dominància incompleta sobre el seu al·lel, si és que està present el gen que produeix el Devon rex (ambdós són recessius al tipus salvatge), mentre que les altres dues noves races de Rússia: el Peterbald i el Don sphynx, tenen les seves pròpies mutacions independents i de tipus dominant.

## Orígens
Els gats aparentment calbs o sense pelatge, nus o sense pèl, han aparegut de manera natural al llarg de la història i segurament seguiran apareixent en el futur. Les modificacions en el pelatge són generalment producte de les mutacions que són el camí de la natura en l'evolució.
Aquesta aparença característica és el resultat d'una mutació genètica natural de caràcter recessiu, esdevinguda al Canadà, en la dècada dels 60, així com el treball de criadors seriosos que van decidir fixar i mantenir aquestes característiques conferint-li al mateix temps un tipus i estructura única i particular com per conformar una raça.
Els criadors del Canadà van treballar amb aquesta raça des de principis dels anys 60. Totes les línies de sang de sphynx, tant les americanes com les europees de l'actualitat descendeixen a partir de dues famílies de mutacions naturals:
- Dermis i Epidermis (1975) del Pearsons de Wadena, Minnesota, Estats Units, i
- Bambi, Punkie, i Paloma (1978) trobats a Toronto, Ontario, Canadà i criats per Shirley Smith.

L'origen és poc conegut, però la semblança morfològica fa pensar a certs criadors que és el resultat d'una mutació apareguda en el Devon rex. En algun punt les dues races són similars, i van ser durant molts anys un dels encreuaments permesos per ampliar el pool genètic i el vigor dins del sphynxe durant els 80 principalment als Estats Units.Els exemplars producte d'aquests encreuaments interracials s'anomenen variants. Aquests encreuaments s'han tornat impopulars i fins i tot no estan permesos per algunes associacions pel fet que, en els últims anys, han conduït desafortunadament a la fixació de certes característiques no buscades així com seriosos problemes dentals, del sistema nerviós i del sistema cardíac.
Ha aparegut una quarta raça de gats sense pèl, el Kohan o gat calb hawaià, de tacte cerós i completament calb.

## Cria
Malgrat ser una raça que encara podem considerar jove, sí que es pot dir que avui dia ja està totalment consolidada tant a Europa com als Estats Units. Aquests gats són relativament exclusius per la raresa de la seva aparença, que li confereix un públic no massiu i, en alguns casos, gent amb certa sofisticació de gust o amb un cert esnobisme estètic. Els seus criadors no són massius, perquè per la joventut de la raça no tenen una alta consistència, i els exemplars aptes per a reproduir-se són pocs; però, així mateix, pretenen mantenir l'exclusivitat posant preus elevats als exemplars amb drets de cria.
El treball selectiu dels criadors ha fet que avui en dia s'estigui buscant eliminar defectes metabòlics, sistèmics i genètics arrelats profundament en algunes línies de sang per l'efecte fundador i la consanguinitat de la petita població que va donar origen a la raça. Actualment, hi ha molt poques línies de sang netes de les problemàtiques de la raça i la dificultat i cansament del treball amb aquesta és que el gen que en determina l'aparença o absència de pèl és recessiu.

## Morfologia

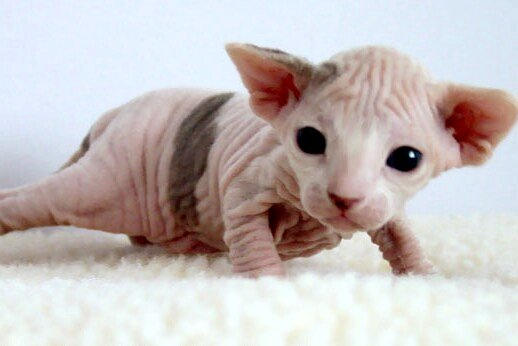
Gata esfinx de dues setmanes

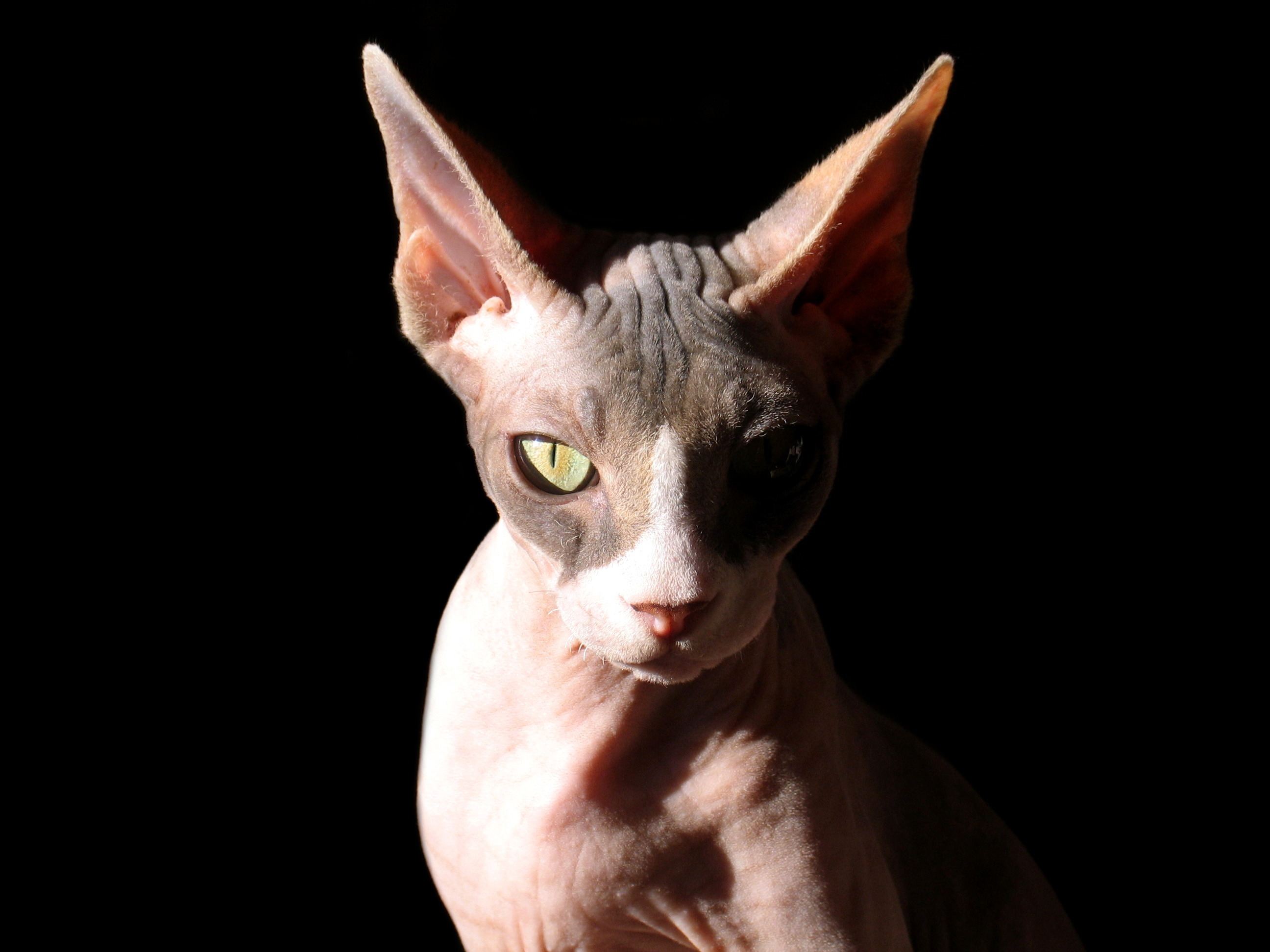
Gat esfinx

- Cap: és una falca curta modificada de contorns arrodonits, lleugerament més llarg que ample amb pòmuls ben sortints i arrodonits, formant una corba prominent per sobre del pinch o enfonsament característic en els bigotis, conferint-li al morro una aparença quadrada. El crani és arrodonit però lleugerament aplanat al front.[5]
- Perfil: es caracteritza per un nas curt amb un canvi moderat a suau en el pont del nas que es veu com un lleu bot, en alguns casos gairebé recte.
- Ulls: grans amb forma de llimona arrodonida. Definits i ubicats per sobre dels pòmuls forts i per sobre de la línia del nas, amb un set ample o una ubicació ben espaiada, és a dir, que l'espai de separació entre aquests sigui superior a un ull.
- Orelles: Molt grans, amples a la base i obertes. Grup ubicat en posició alta i atenta, laterals, però amb orientació cap amunt. Vista de front, la línia inferior de l'orella està alineada amb els pòmuls i amb el coixinet dels bigotis.

Mai baixes, ni molt altes en la part superior del cap. L'interior manca totalment de pèls. Una petita quantitat de pèls pot ser permesa a la part inferior externa de la base de l'orella.
- Musell i mentó: enfonsament que acaba en el coixinet dels bigotis que és ben desenvolupat, grassonet i prominent. El mentó és fort i ben desenvolupat, formant una línia perpendicular amb el llavi superior.
- Coll: mitjà a llarg en proporció al cos. Lleument arquejat però ben musculat. Es permet ser pesat o molt musculat en mascles adults.
- Cos: és en general de grandària mitjana o en alguns casos gran (però mai petit). És mitjà a llarg amb músculs ferms i potents, cosa que li confereix una aparença massissa, amb un tronc o tòrax gruixut i amb una forma característica de pera o de focus, per la seva panxa contundent que no passa desapercebuda. Sempre presenten un pes important o relativament notori. Els mascles en general són un 25% de mida més gran que les femelles.
- Tors: mitjà en grandària, de mitjà a mitjà llarg en longitud. El pit és ample i arrodonit, però pot tendir a tenir pit de barril. L'abdomen és ben arrodonit, gran i ben desenvolupat, i sempre té l'aparença d'haver menjat recentment de manera abundant, encara que no ha de donar aspecte de gros.
- Potes i peus: mitjanes en proporció al cos. Robustes i ben musculades, amb les potes del darrere lleument més altes que les extremitats frontals. Els peus són ovals amb dits ben arquejats, llargs i prominents: cinc davant i quatre darrere. Els coixinets són gruixuts, i fan la sensació de caminar sobre coixins.
- Cua: prima, flexible i de llargada que manté la proporció amb el cos. En forma de fuet, ampla a la base, però afinant-se ràpidament cap a la punta.
- Musculatura: ferma i musculosa, no delicada.
- Estructura òssia: mitjana.

## Comportament
El gat esfinx és de temperament dolç, pacífic, amigable, curiós i intel·ligent. Normalment, prefereix la calma i la tranquil·litat.
És sociable i afectuós, sempre molt dependent dels seus amos.
Estimen els llocs càlids, així com mantenir-se en els interiors de la casa en època hivernal, ja que és sensible als canvis de temperatura.

## En la cultura
- En la popular sèrie de televisió Friends, Rachel n'adopta un, pensant que seria tendre com el de la seva àvia, resultant ser en realitat un gat irritant i violent.[8]
- El Senyor Gat de Kid vs. Kat té aquesta raça, però és obtinguda perquè és un alienígena amb òrgans robòtics. És l'archinèmesis de Coop i mascota de Millie.
- En el vídeo de Lady Gaga "Bad Romance" es veu en cameo aquest sphynx quan ella balla.
- En un capítol de la sèrie Big Time Rush, es dona a conèixer que la mascota de Gustavo és un gat sphynx.
- La sèrie Monster Alergy, dibuixada per Barbuchi i portada a la televisió per Disney Channel, el protagonista té un d'aquests gats.
- En la pel·lícula Austin Power, el doctor maligne i el mini-jo tenen dos gats d'aquesta espècie.